# Biologie

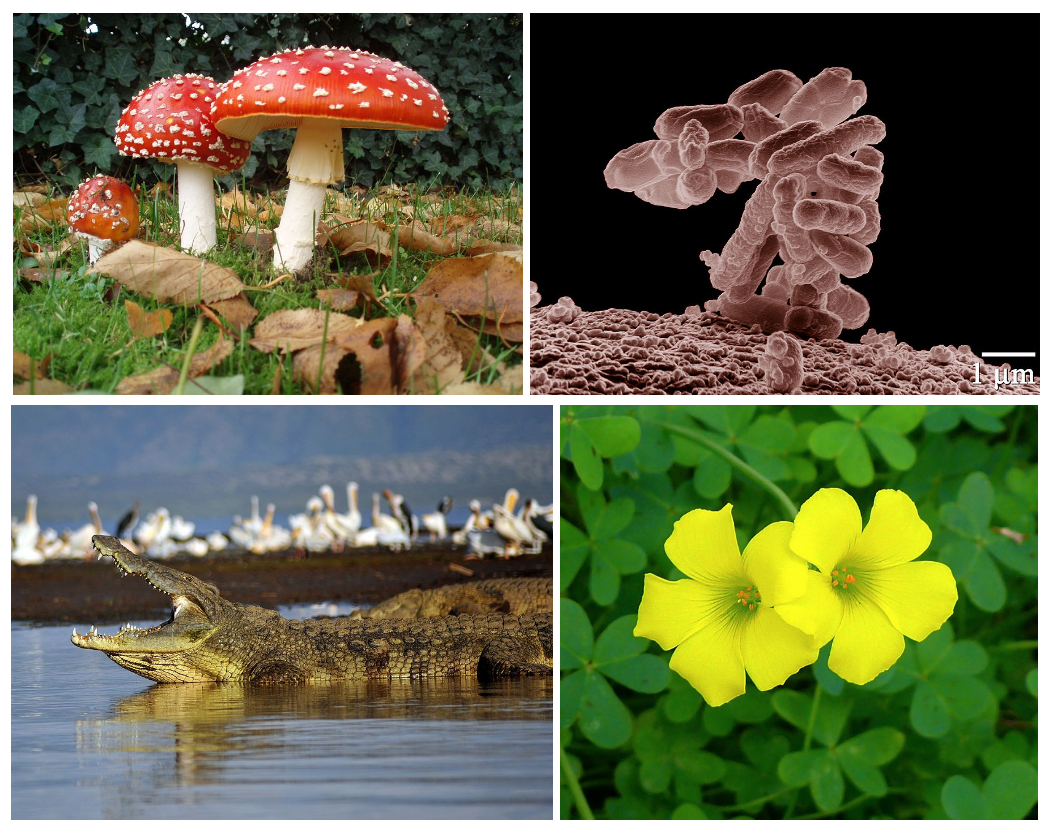
Biologie je věda o životě. Zahrnuje mnoho úrovní od biomolekul a buněk až po organismy a populace.

Biologie (z řeckého βίος, bios život a λόγος, lógos slovo, smysl, nauka) je věda zkoumající život. V nejširším slova smyslu je biologie vědní obor zabývající se organismy a vším, co s nimi souvisí, od chemických dějů v organismech probíhajících na úrovni atomů a molekul až po celé ekosystémy.
V užším slova smyslu lze biologii popsat jako vědu zkoumající organismy od úrovně subcelulární, tedy od úrovně jednotlivých buněčných organel se vším, co s nimi souvisí, přes úroveň buněk, tkání, orgánů a jedinců až po úroveň populací, společenstev, ekosystémů a biomů.

## Historie
Výraz „biologie“ zavedl patrně profesor Michael Christoph Hanov dílem Philosophiae naturalis sive physicae dogmaticae: Geologia, biologia, phytologia generalis et dendrologia (1766). Zavedení výrazu „biologie“ se spojuje také se jmény
- německého lékaře, profesora Theodora Georga Augusta Roose (Grundzüge von der Lehre von der Lebenskraft, 1797)
- německého anatoma a fyziologa Karla Friedricha Burdacha a rokem 1800 (Asklepiades und John Brown: eine Parallele ??)
- francouzského přírodovědce Jeana-Baptisty de Lamarcka (Recherches sur l’organisation des corps vivants, 1802)
- německého lékaře a přírodovědce Gottfrieda Reinholda Trevirana (Biologie oder Philosophie der lebenden Natur, 1804).

Historie biologie jako způsobu chápání života sahá do dob dávných civilizací a klasických filozofů.
Ačkoli pojetí biologie jako samostatného souvislého oboru vzniklo v 19. století, živou přírodou se zabývali již v dobách antického Řecka a Říma Aristoteles a Claudius Galén. V jejich bádání pokračovali ve středověku arabští lékaři, jako byli al-Jahiz, Avicenna, Avenzoar a Ibn al-Nafis. Během období renesance a začátkem novověku biologie jako věda pronikla i do Evropy. Významnými vědci byli v té době William Harvey a Andreas Vesalius, kteří prováděli pokusy a pozorování, a Carl Linné a Georges Louis Leclerc de Buffon, kteří začali zkoumat různorodost života, vývoj a chování organismů, fosílie aj.

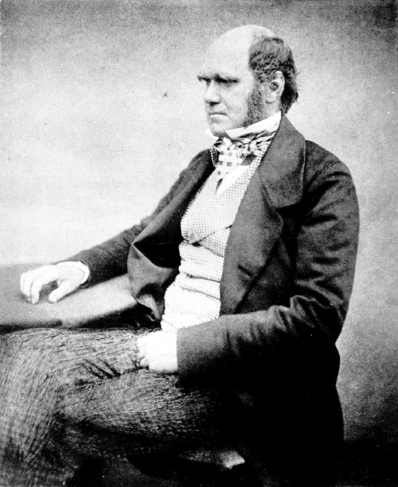
Charles Darwin ve věku 51 let.

Na přelomu 18. a 19. století se biologie stávala stále více přírodní vědou určenou výhradně odborníkům. Badatelé jako Alexander von Humboldt zkoumali vztahy mezi organismy a jejich životním prostředím. Nejvýznamnějším biologem 19. století je bezesporu Charles Darwin se svou teorií o evoluci na základě přírodního výběru. Ta se nejdříve setkávala s odporem společnosti, protože byla v rozporu s křesťanstvím, později však byla uznána jako pravdivá.
Počátkem 20. století znovuobjevení práce Gregora Mendela (Hugo de Vries, Carl Correns, Erich von Tschermak a William Bateson, který dal Mendelovo dílo přeložit do angličtiny) vedlo k rapidnímu růstu výzkumu genetiky (Thomas Morgan a jeho studenti) a kolem roku 1930 ke kombinaci populační genetiky a přírodního výběru v „novo-Darwinovské syntéze“. V roce 1953 objevili Francis Crick a James Dewey Watson strukturu DNA, za což dostali v roce 1962 Nobelovu cenu za medicínu. Po celé 20. století probíhal výzkum genetického kódu od jeho rozluštění v roce 1966 až po postupné mapování genomů jednotlivých organismů pokračující v 21. století.

## Obecná biologie
Obecná biologie je průřezové odvětví biologie zkoumající obecné základy živých soustav. Jejím hlavním úkolem je integrovat poznatky a zákonitosti související se živými soustavami a definovat je na všech úrovních života. Je úzce spjata s tzv. teoretickou biologií, která popisuje biologické zákonitosti pomocí matematického, kybernetického a logického modelování a s přispěním dalších exaktních věd (zejména fyziky a chemie).

## Základy moderní biologie
- Buněčná teorie – všechny živé organismy se skládají z buněk; všechny buňky pocházejí z již existujících buněk. Buňky jsou základní stavební jednotkou všech živých organismů a také základní jednotkou rozmnožování.
- Teorie genů – vlastnosti všech živých organismů jsou zakódovány v genech. Geny tvořené DNA, která je ve formě chromozomů uložena v jádře každé buňky jsou podstatou dědičnosti čili přenosu znaků a vlastností z jedince na jeho potomky.
- Evoluce – jedním z hlavních principů biologie je, že všechny formy života mají společný původ a měnily se a vyvíjely v procesu evoluce.
- Homeostáza (z řec. homoios stejný a stasis trvání) – všechny živé organismy, jednobuněčné i mnohobuněčné, vykazují homeostázu, schopnost udržovat stabilní vnitřní prostředí, i když se vnější podmínky mění.
- Energie – základním rysem každého živého organismu je využití energie. Přežití každého živočicha a rostliny závisí na neustálém přísunu energie.

## Podřízené a související vědní obory
Pod biologii lze řadit následující vědní obory, případně lze nalézt její úzkou spojitost s nimi:
- agrobiologie – věda, která využívá biologické zákonitosti v zemědělství
- anatomie – studium forem a funkcí u rostlin, zvířat a jiných organismů, nebo specificky u lidí
- bionomie – je komplexní studium organismu a jeho vztah k jeho prostředí
- biofyzika – hraniční obor, který zkoumá biologické objekty a problémy fyzikálními metodami
- biogeografie – je nauka o rozdělení biodiverzity v prostoru a čase
- biochemie – je vědní disciplína na pomezí biologie a chemie
- biologická systematika – (též taxonomie) vědecky zkoumá druhy a druhovou diverzitu organismů a všechny vztahy mezi nimi
- bionika – je hraniční obor, systematicky zaměřený na uplatňování poznatků ze studia živých organismů a jejich struktur při vývoji nových technologií
- biostatistika – obor využívající metody matematické statistiky při studiu proměnlivosti živých organizmů
- botanika – (též rostlinopis, fytologie) zabývá se flórou, tudíž rostlinnou částí přírody
- buněčná biologie – (též cytologie) je věda zabývající se studiem buněk
- ekologie – studium vlivů živých organismů a neživých složek navzájem, nebo na jejich prostředí
- etologie – vědní obor v rámci zoologie, který se zabývá studiem chování živočichů
- evoluční biologie – zabývá se biologickou evolucí organismů a mechanismy, které se při ní uplatňují
- fyziologie – studium o fungování živých organismů, jejich částí a orgánů
- genetika – zabývá se dědičností i proměnlivostí organismů a jejími příčinami
- matematická biologie – používá matematické metody ke studiu živých organismů
- medicínská biologie a lékařské disciplíny
- mikrobiologie – je věda studující mikroorganismy
- molekulární biologie – studium buněčných biologických procesů na jejich molekulární úrovni
- morfologie – zabývá se vnější stavbou organismů
- mykologie – studium hub, jejich genetických a biochemických vlastností
- paleontologie – je věda o životě v minulých geologických obdobích
- strukturní biologie – zabývá se molekulární strukturou biomolekul
- virologie – zabývá se studiem nebuněčných organismů, zejména virů, ale i viroidů a virusoidů
- vývojová biologie – zabývá se studiem procesů růstu a vývoje organismů
- zoologie – studie zvířat včetně klasifikace, fyziologie, vývoje a chování

a mnoho dalších specializovaných vědních disciplín.

## Obory

### Strukturální

Eukaryotická buňka

- Molekulární biologie studuje biologické buněčné procesy na jejich molekulární úrovni. Například podstata dědičnosti se dá odhalit jen studiem její molekulární podstaty. Molekulární biologie popisuje biologické makromolekuly a jejich vzájemné funkční vztahy, přičemž zvláštní pozornost věnuje DNA, RNA a proteinům. Tato oblast molekulární biologie se nazývá molekulární genetika. Znalosti molekulární biologie jsou využívány v medicíně a genetickém inženýrství, ale i například v kriminalistice.

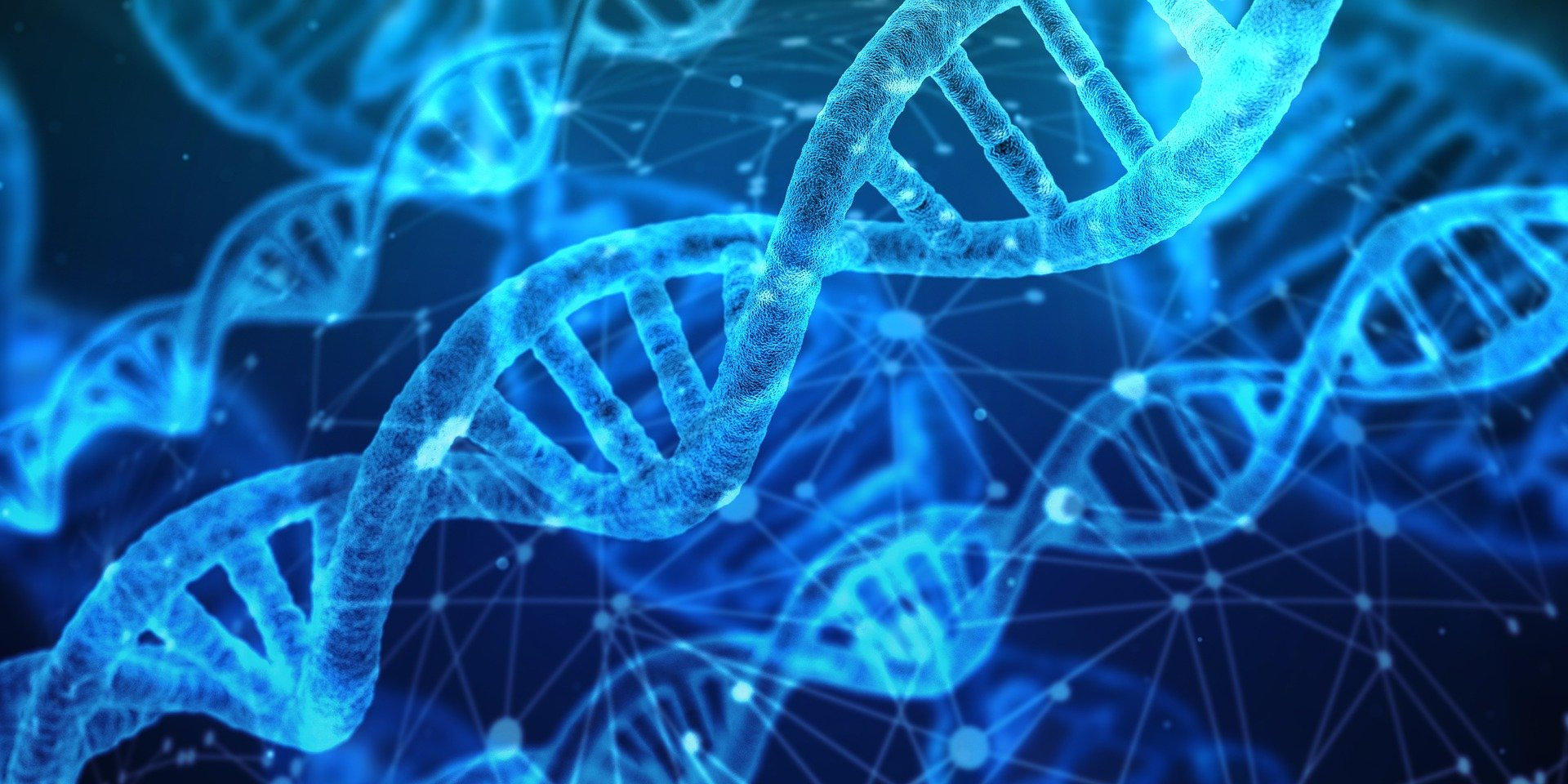
DNA

- DNACytologie neboli buněčná biologie studuje buňky, jejich stavbu, fyziologii, vlastnosti a chování ve vztahu k životním funkcím organismu. Je úzce provázána s molekulární biologii, organickou chemií, biochemií, biofyzikou, mikrobiologií, mikroskopií a histologií.
- Genetika studuje geny, dědičnost a proměnlivost organismů. Každá buňka v sobě přechovává v chromozomech genetickou informaci reprezentovanou strukturou DNA.
- Vývojová biologie studuje růst a vývoj organismů. Zkoumá genetické řízení růstu buněk a řízení jejich diferenciace. Její součástí je embryologie.

### Fyziologické
- Fyziologie zkoumá mechanické, fyzické a biochemické procesy živých organismů. Dvěma hlavními obory fyziologie jsou fyziologie rostlin a fyziologie živočichů, ale principy fyziologického zkoumání jsou univerzální, ať je zkoumán jakýkoliv organismus.
- Anatomie se zabývá makroskopickou a mikroskopickou stavbou organismů. Lze ji dělit na anatomii živočichů a anatomii rostlin. Kromě toho, že je oborem biologie, je také oborem medicíny, přičemž zkoumá anatomii lidského těla.

### Evoluční biologie
Zabývá se biologickou evolucí organismů a mechanismy, které se při evoluci uplatňují. Využívá biologické obory studující jednotlivé organismy (mammalogie, ornitologie, herpetologie, botanika aj.), obory umožňující hledat odpovědi na otázky o tempu a způsobu evoluce (paleontologie a geologie) aj.

### Ekologie
Ekologie má několik významů. Ten původní definoval Ernst Haeckel v roce 1866 a znamená biologickou vědu, která se zabývá vztahem organismů a jejich prostředí a vztahem organismů navzájem. Ekologie má řadu oborů (obecná ekologie, globální ekologie, krajinná ekologie, ekologie lesa, paleoekologie aj.) Dle šíře zkoumaných objektů se ekologie dělí na ekologii jedince (autekologie), populací (demekologie), společenstev (synekologie) a biomů.

### Etologie
Etologie se zabývá studiem chování živočichů, jejich vrozených a naučených dovedností. Prvním moderním etologem byl Charles Darwin, jehož dílo The Expression of the Emotions in Man and Animals inspirovalo řadu dalších etologů.

### Biogeografie
Biogeografie studuje rozmístění organismů na Zemi, věnuje pozornost především tektonickým deskám, změně klimatu, migraci a kladistice.

### Taxonomie

Biologická klasifikace života

Taxonomie se teoreticky i prakticky zabývá klasifikací druhů. Zařazuje organismy do jednotlivých kategorií (taxonů).
Základní taxonomické kategorie jsou:
- život
- doména
- říše (regnum)
- kmen, oddělení (phyllum, divisio)
- třída (classis)
- řád (ordo)
- čeleď (familia)
- rod (genus)
- druh (species)

#### Tři domény
Organismy se obvykle dělí do tří domén:
- Archea
- Bakterie
- Eukaryota

V současnosti se však ukazuje, že Eukaryota jsou ve skutečnosti vnitřní apomorfní skupinou archeí.
Kromě organismů spadajících do výše uvedených domén studuje biologie také tzv.
- nebuněčné organismy (Acytota[4][5] syn. Aphanobionta[6]), tedy viry, viroidy, satelitní nukleové kyseliny a viriformy. Ty však tradiční biologie za živé organismy nepovažuje.

#### Klasifikace archeí
Archea se v současnosti (rok 2025) systematicky člení na 4 říše: 
- Methanobacteriati (odpovídá rozšířenému původnímu nadkmeni Euryarchaeota)
- Nanobdellati (= skupina „DPANN“: rozšíření původně popsaných kmenů Diapherotrites, Parvarchaeota, Aenigmarchaeota, Nanoarchaeota, Nanohaloarchaeota)
- Promethearchaeati (= nadkmen Asgard), uvnitř které vznikl předek eukaryotní buňky
- Thermoproteati (= skupina „TACK“: rozšíření původně popsaných kmenů Thaumarchaeota, Aigararchaeota, Crenarchaeota a Korarchaeota)

#### Klasifikace bakterií
Bakterie se v současnosti (rok 2025) systematicky člení na 4 říše:
- Bacillati (odpovídá původnímu nadkmeni Terrabacteria a zahrnuje např. kmeny Bacillota syn. Firmicutes,  Mycoplasmatota, i fotosyntetizující Chloroflexota a sinice)
- Fusobacteriati (odpovídá původnímu nadkmeni Fusobacteria)
- Pseudomonadati (odpovídá původnímu nadkmeni Hydrobacteria syn. Gracillicutes; kmenově nejbohatší říše zahrnující zpravidla bakterie z vodního či vlhkého prostředí od proteobakterií v kmeni Pseudomonadota až po Planctomycetota s komplexnější buněčnou stavbou)
- Thermotogati (odpovídá rozšířené skupině „DST“ původně popsaných kmenů Thermotogota, Deinococcota, Synergistota)

Mnoho bakteriálních kmenů však zůstává s nejasným zařazením.

#### Klasifikace eukaryot
Eukaryota se v současnosti zpravidla dělí do několika superskupin (od konce roku 2022 přibližně do deseti; liší se systém od systému podle hloubky členění a podloženosti jejich přirozenosti):
- Amoebozoa (měňavkovci)
- Obazoa – druhově nejpočetnější (zahrnují Opisthokonta včetně tradičních říší houby a živočichové)
- Archaeplastida – rostliny v širším slova smyslu včetně heterotrofních taxonů Picozoa a Rhodelphidia
- Cryptista (skrytěnky), případně Pancryptista – doplněná navíc o rod Microheliella
- TSAR, případně bez nepočetné skupiny Telonemia pouze SAR (Stramenopila, Alveolata a Rhizaria) – většina taxonů bývalé říše Chromista/Chromalveolata
- Haptista zahrnující Haptophyta a Centrohelea
- Provora – nepočetná superskupina blízká haptistům (pouhé dva kmeny se čtyřmi rody)
- Hemimastigophora (syn. Spironemida) – nepočetná superskupina (pouhé dva rody) kortikátních protistů
- Discoba – většina exkavátních taxonů
- CRuMs – nepočetná superskupina podiátních protistů
- a několika dalších drobných skupin s problematickým zařazením (ankyromonády/planomonády, malawimonády, metamonády).

Výše uvedené superskupiny jsou v závislosti na fylogenetických hypotézách o původu eukaryot sdružovány do ještě větších skupin respektujících dvě hlavní vývojové linie: Opimoda – Diphoda či úžeji (bez exkavátních taxonů) vymezené Amorphea – Diaphoretickes (dříve Podiata – Corticata).
Dřívější systémy bývaly většinou založeny na konceptu říší, například dle Thomase Cavaliera-Smithe:
- Protozoa (prvoci)
- Metazoa (živočichové)
- Fungi (houby)
- Plantae (rostliny)
- Chromista (chromista)

## Galerie

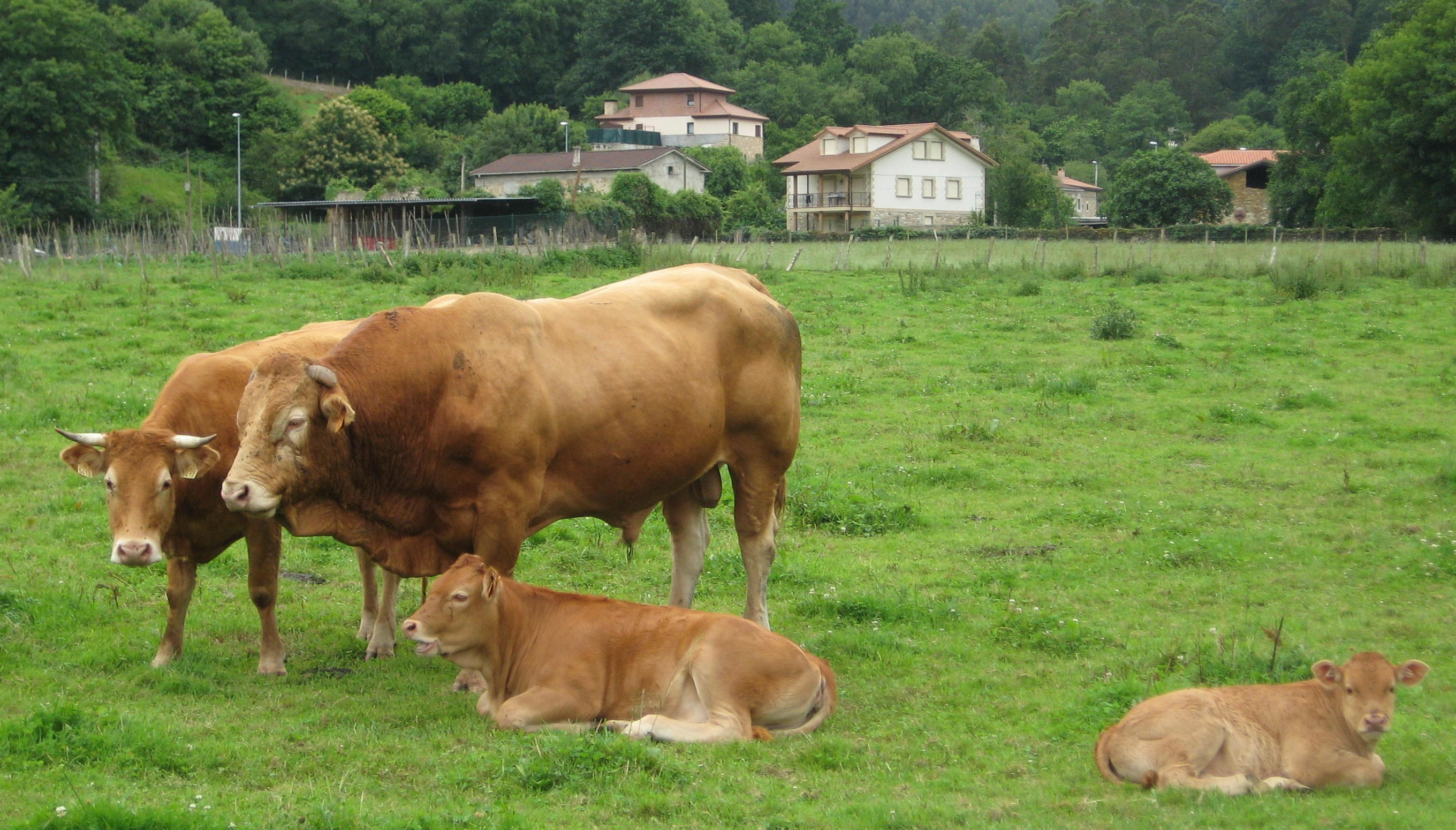
Animalia: Bos primigenius taurus
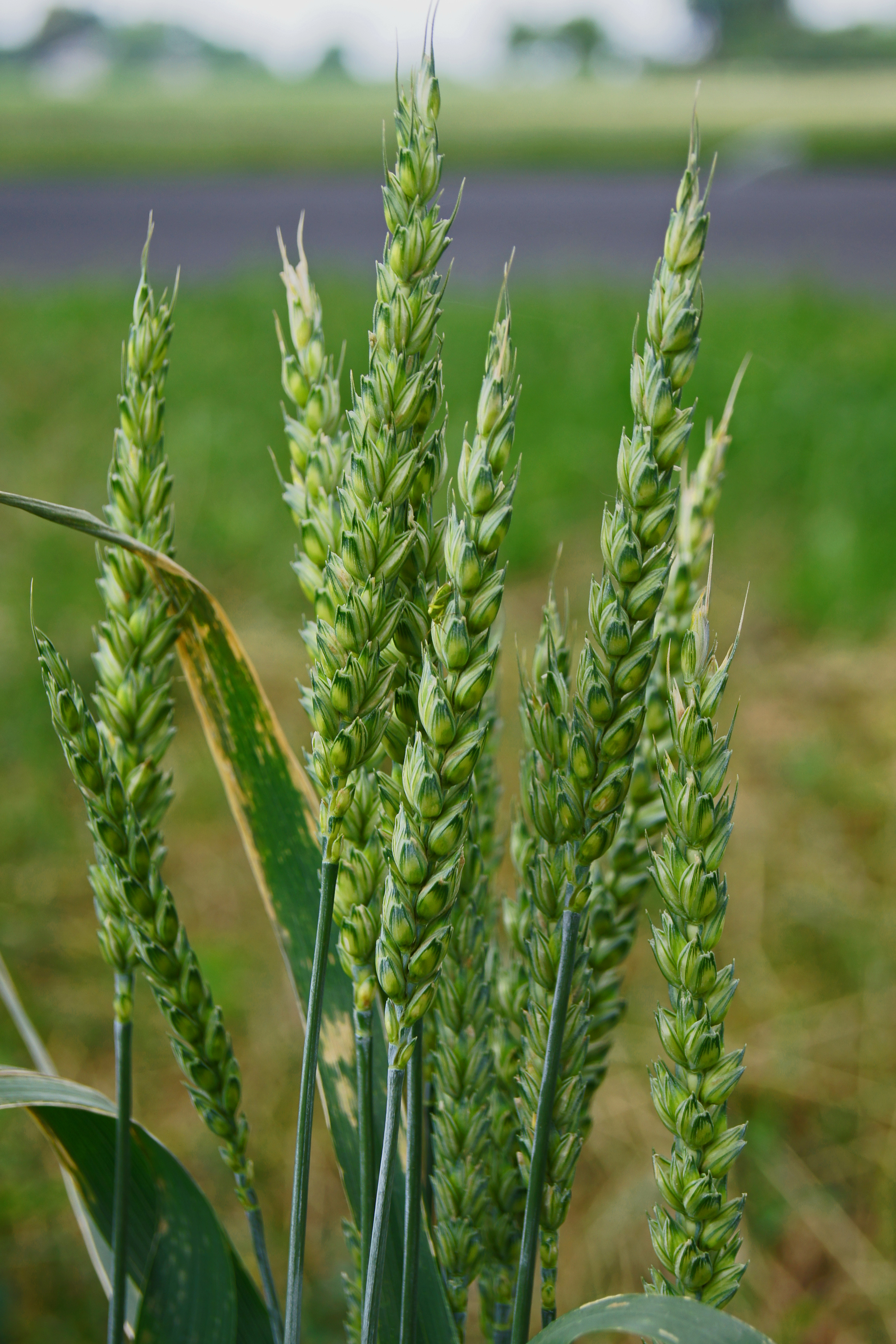
Plantae: Triticum
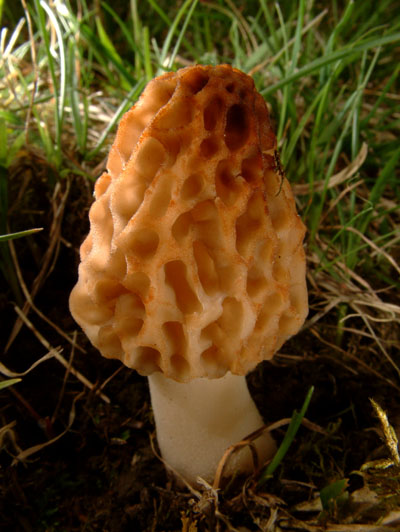
Fungi: Morchella esculenta
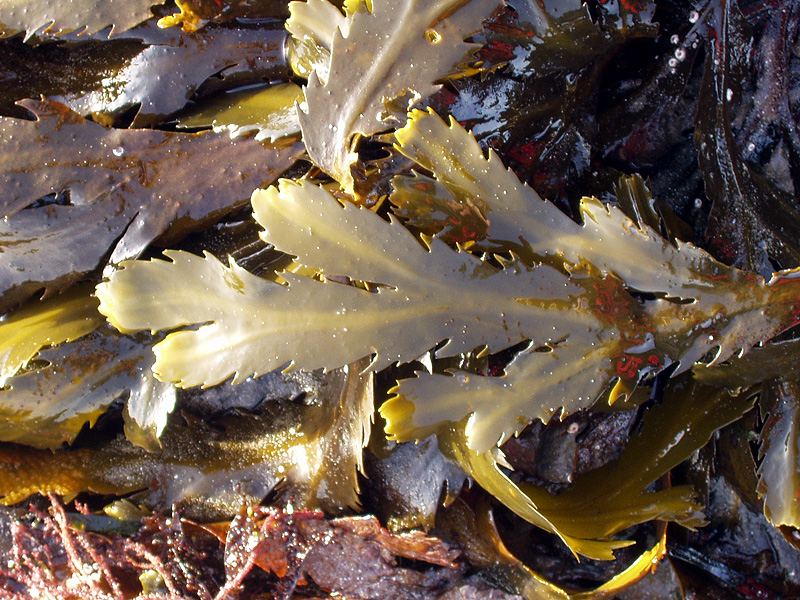
Stramenopila/Chromista: chaluha Fucus serratus
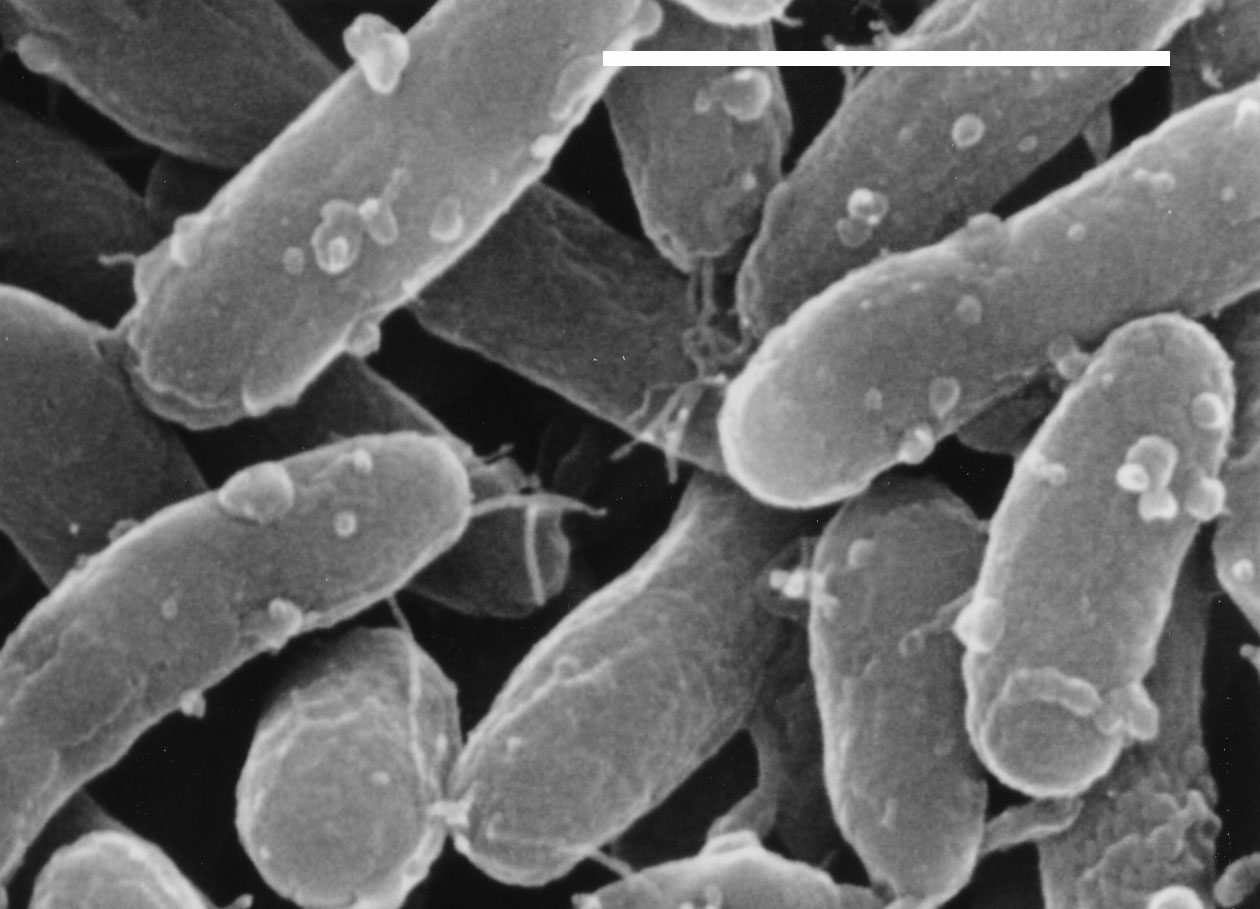
Bacteria: Gemmatimonas aurantiaca (s vyznačením délky 1 μm)
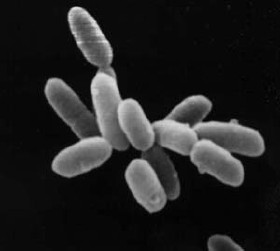
Archaea: Halobacterium
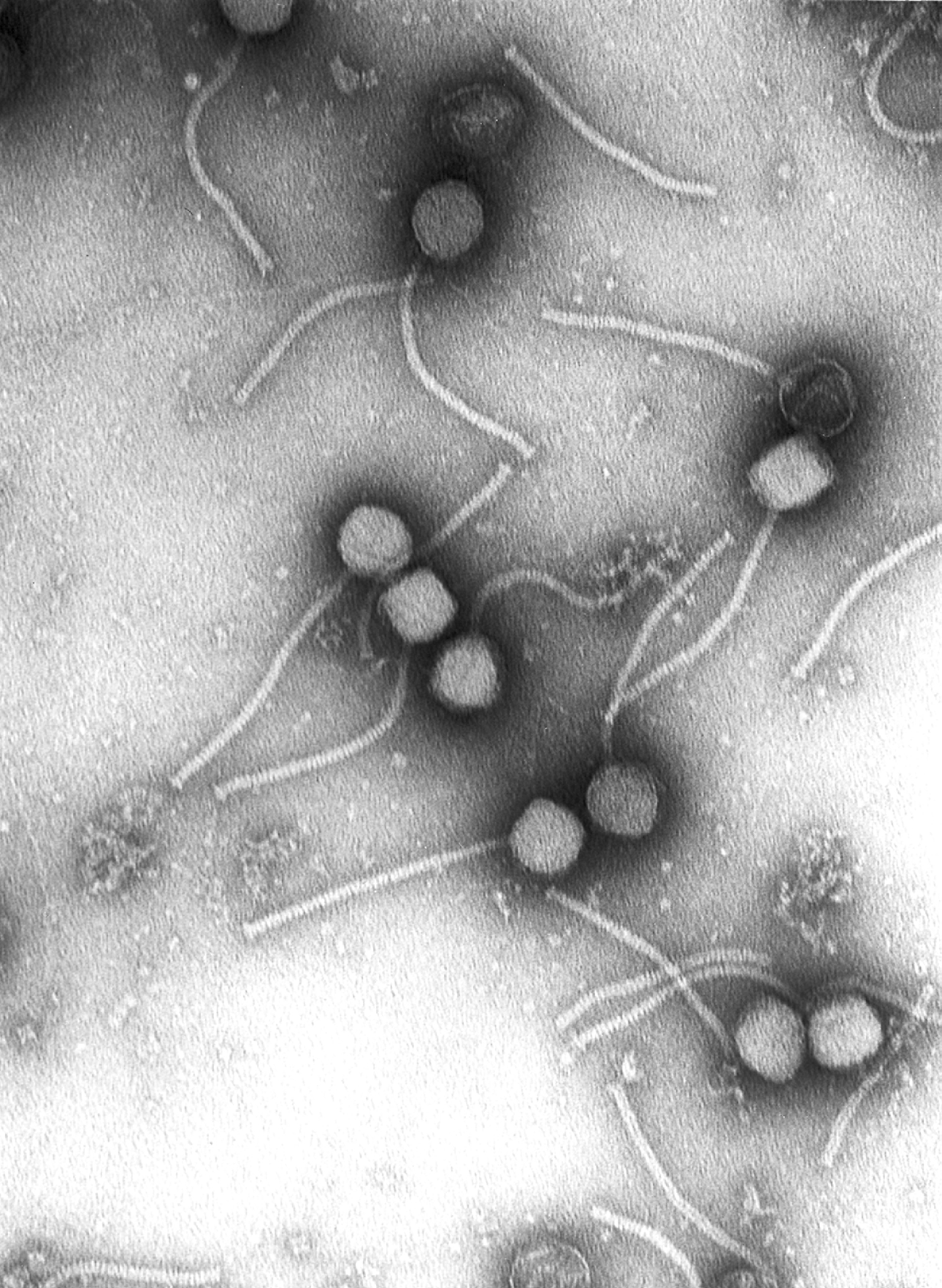
Virus: Gamma phage napadající bakterii Bacillus anthracis